# Karen Blixens Plads
Karen Blixens Plads er en universitetsplads og -park beliggende mellem DR Byen, Tietgenkollegiet samt bygninger tilhørende Det Kongelige Bibliotek og Københavns Universitet (KU) på Søndre Campus ved Islands Brygge.
Pladsen blev indviet i sommeren 2019.

## Arkitektur
Karen Blixens Plads er designet af Cobe og opført af Bygningsstyrelsen. Projektet blev realiseret med en donation fra A.P Møllers Fonde.
Pladsen er især kendetegnet ved sine tre cykelbakker, der er hule og huser cykelparkering indenvendigt, mens der er mulighed for at opholde sig oven på bakkerne. Bakkerne er af anmeldere blevet sammenlignet med landskabet i Teletubbies og Tolkiens Herredet samt Dødstjernen fra Star Wars. Tilsammen er der 2.000 cykelparkeringspladser, som står til rådighed for fakultetets 16.000 studerende, 2.000 undervisere og pladsens øvrige besøgende.

## Søndre Campus
Søndre Campus huser Det Humanistiske Fakultet, Det Juridiske Fakultet og Det Teologiske Fakultet for KU. Campusområdet, der tidligere var kendt som Københavns Universitet Amager (KUA), har været hjemsted for Det Humanistiske Fakultet, siden indvielsen af KUA's tidligere røde bygninger i 1979. I slutningen af det 20. århundrede vedtog man at nedrive de gamle bygninger og opføre nye universitetsbygninger over tre faser: KUA1 blev indviet i 2002, KUA2 i 2013 og KUA3 i 2017. Det Humanistiske Fakultet holder til i de to førstnævnte dele af campus, mens Det Juridiske og Teologiske Fakultet indtager KUA3.
Pladsen er opkaldt efter en af Danmarks mest kendte humanister, den danske forfatter Karen Blixen, som døde i 1962.